# Huvudmarknaden, Split

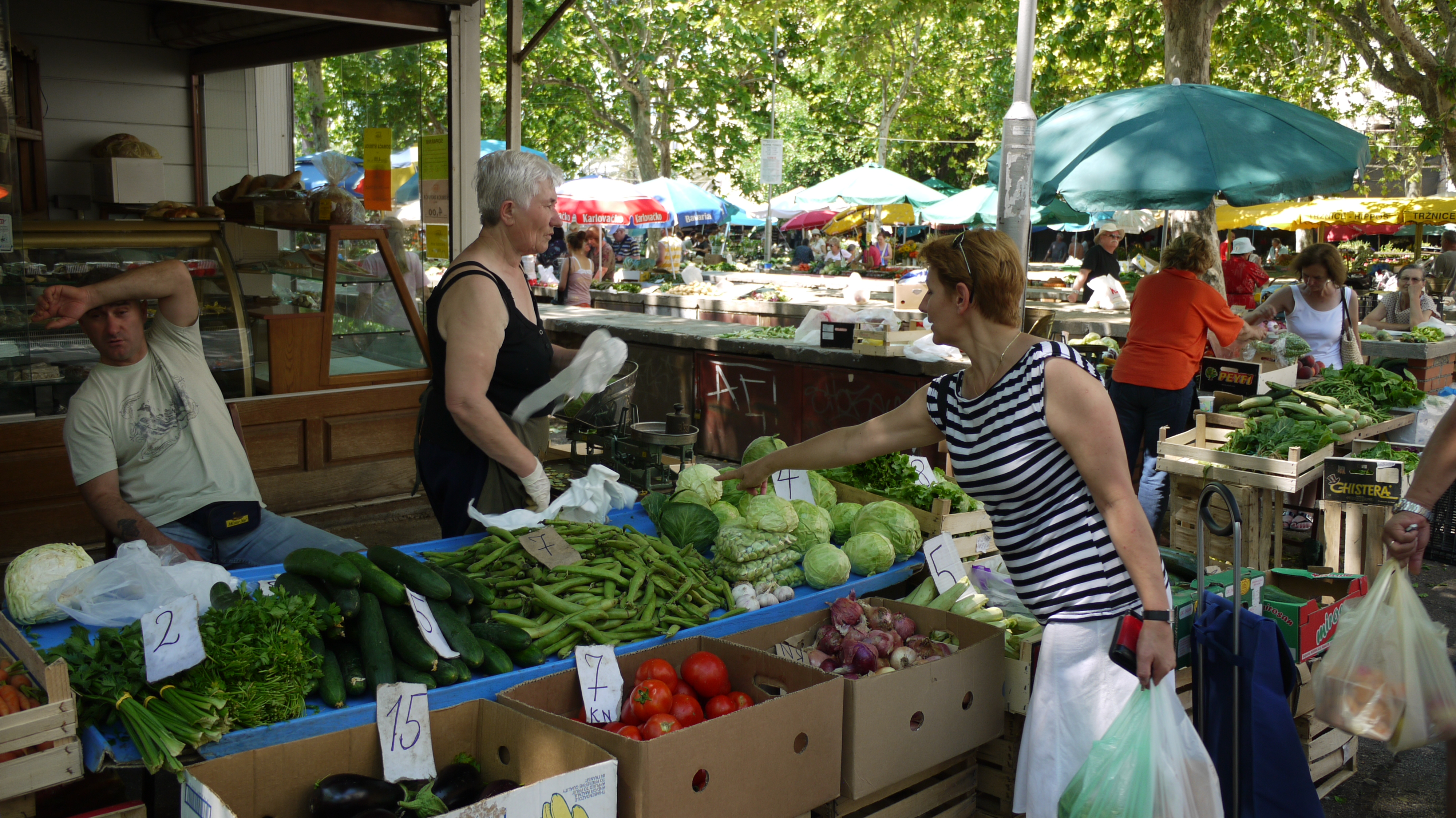
Försäljning av frukt och grönsaker vid marknaden år 2013.

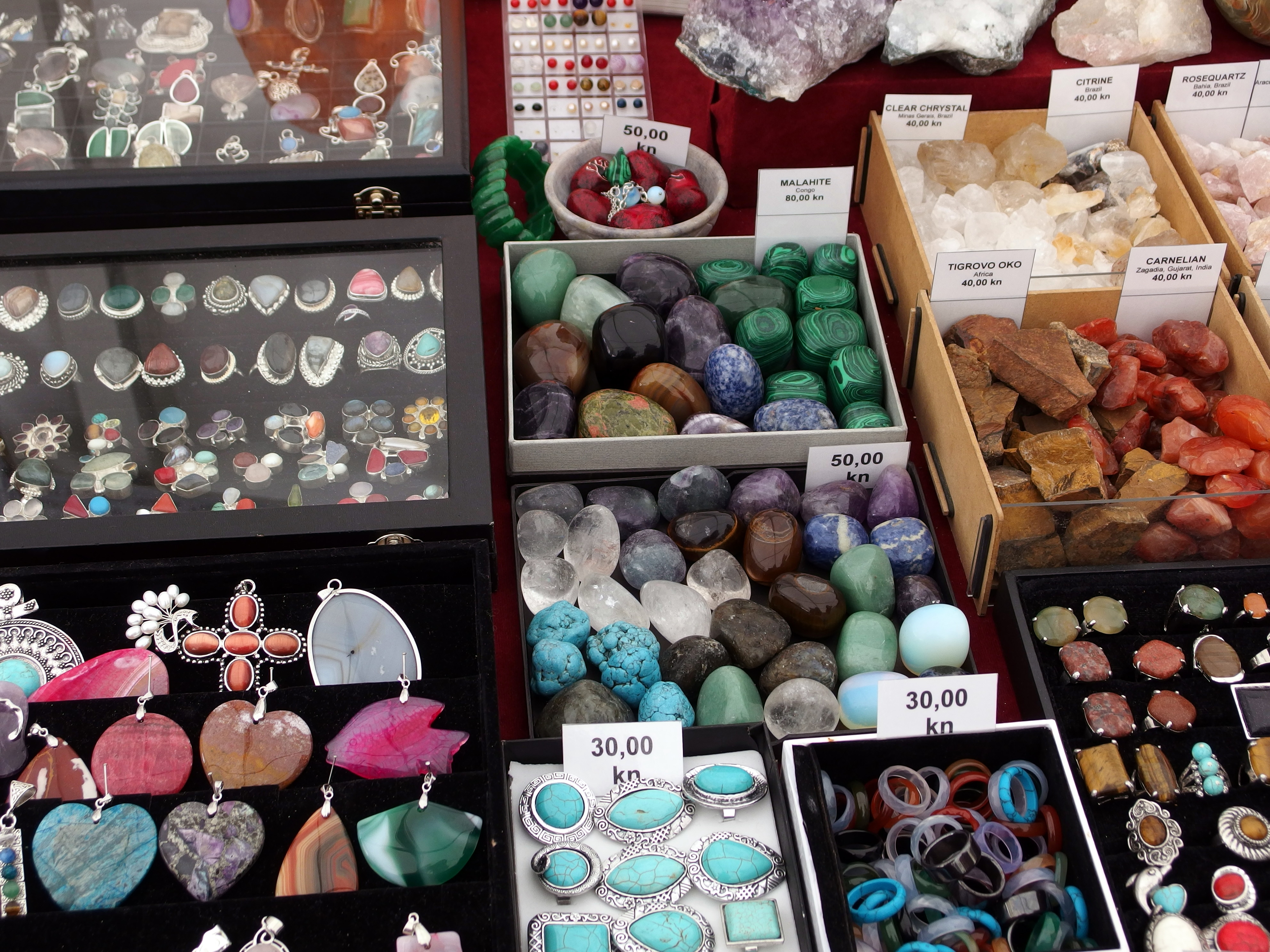
Försäljning av ädelstenar vid marknaden år 2013.

Huvudmarknaden (kroatiska: Glavna tržnica) eller Split-marknaden (Splitska tržnica), lokalt även kallad Pazar eller Stari Pazar, är en marknadsplats i Split i Kroatien. Den är belägen strax öster om Diocletianus palats, vid och omkring Sankt Dominicus kyrka, i Splits historiska stadskärna. Huvudmarknaden är Splits största och mest centrala marknad där det förekommer försäljning av frukt, grönsaker, blommor, souvenirer och diverse andra produkter och föremål.  

## Etymologi
Marknaden kallas lokalt Pazar eller Stari Pazar (Gamla Pazar). Ordet 'pazar' är ett lånord och kan härledas från turkiskans ord för basar eller marknadsplats. 